# Эризифе
Эризифе (лат. Erysiphe) — род грибов семейства Эризифовые.

## Синонимы[2]
- Alphitomorpha Wallr., 1819
- Erysibe Wallr., 1833
- Bulbomicrosphaera A.Q. Wang, 1987
- Bulbouncinula R.Y. Zheng et G.Q. Chen, 1979
- Calocladia Lév., 1851
- Erysiphella Peck, 1876
- Furcouncinula Z.X. Chen, 1982
- Ischnochaeta Sawada, 1959
- Linkomyces Golovin, 1958
- Medusosphaera Golovin et Gamalizk., 1962
- Orthochaeta Sawada, 1943
- Pseudoidium Y.S. Paul et J.N. Kapoor, 1986
- Setoerysiphe Y. Nomura, 1984
- Tigria Trevis., 1853
- Uncinula Lév., 1851
- Uncinulella Hara, 1936
- Uncinuliella R.Y. Zheng et G.Q. Chen, 1979

## Описание
Мицелий поверхностный, белый до буреющего, преимущественно хорошо развитый. Клейстотеции полушаровидные, клетки оболочек клейстотециев мелкие. Придатки только одного типа — базальные, у некоторых видов начинается их переход к экваториальным, мицелиевидные, простые или неправильно ветвящиеся, бесцветные, до коричневых у основания, сходные с мицелием и переплетающиеся с ним. Сумки от двух до многочисленных, различной формы (эллипсоидальные, яйцевидные, правильные или неравнобокие), часто с ножкой, 1(2)—8 споровые.
Анаморфа типа Pseudoidium, конидии без отчётливо видимых фиброзиновых телец, в цепочках или одиночные.

## Среда обитания и распространение
Паразиты на всех зелёных органах питающих растений, преимущественно на листьях.

## Виды
Согласно базе данных Catalogue of Life на декабрь 2022 года род включает 415 вида. Некоторые виды:
- Erysiphe alphitoides (Griffon et Maubl.) U. Braun et S. Takam., 2000 — Эризифе дубовая
- Erysiphe aquilegiae DC., 1815 — Эризифе водосборовая
- Erysiphe berberidis DC., 1805 — Эризифе барбарисовая
- Erysiphe betae (Waňha) Weltzien, 1963 — Эризифе свеклы
- Erysiphe buhrii U. Braun, 1978 — Эризифе Бура
- Erysiphe catalpae Simonyan, 1984 — Эризифе катальпы
- Erysiphe caulicola (Petr.) U. Braun, 1982 — Эризифе стеблевая
- Erysiphe circaeae L. Junell, 1967 — Эризифе цирцеи
- Erysiphe convolvuli DC., 1805 — Эризифе вьюнковая
- Erysiphe cruciferarum Opiz ex L. Junell, 1967 — Эризифе крестоцветных
- Erysiphe heraclei DC., 1815 — Эризифе зонтичных
- Erysiphe howeana U. Braun, 1982 — Эризифе Хоу
- Erysiphe lonicerae DC., 1815 — Эризифе жимолостевая
- Erysiphe lycopsidis R.Y. Zheng et G.Q. Chen, 1981 — Эризифе кривоцветовая
- Erysiphe lythri L. Junell, 1967 — Эризифе дербенниковая
- Erysiphe necator Shwein., 1832 — Эризифе виноградная
- Erysiphe penicillata (Wallr.) Link, 1824 — Эризифе кисточковая
- Erysiphe pini DC., 1805 — Эризифе гороховая
- Erysiphe polygoni DC., 1805 — Эризифе гречишных
- Erysiphe thesii L. Junell, 1967 — Эризифе ленолистниковая
- Erysiphe trifolii Grev., 1824 — Эризифе клеверная
- Erysiphe urticae (Wallr.) S. Blumer, 1933 — Эризифе крапивная